# Callionymus formosanus
Callionymus formosanus és una espècie de peix de la família dels cal·lionímids i de l'ordre dels cipriniformes que es troba des del sud del Japó fins al Mar de la Xina Meridional.